# Bosse Möllberg
Bo Sven Möllberg, känd som Bosse Möllberg, ursprungligen Olsson, född 7 maj 1948 i Gustav Adolfs församling i Hagfors i Värmlands län, död 14 maj 2016 i Ödsmåls distrikt i Västra Götalands län, var en svensk dansbandssångare.
Bosse Möllberg var gitarrist och sångare i Pelles orkester 1968–1974 där han samarbetade med Christer Sjögren samt i Five Teddys från Skara. Möllberg var sångare i dansbandet Streaplers 1990–1997 och senare medlem av dansbandet Sounders.
Han var från 1990 till sin död gift med Eva Möllberg, ogift Persson (född 1965). De fick två söner tillsammans.